# Lednické Rovne
Lednické Rovne is een plaats en gemeente in het noordwesten van Slowakije aan de rivier Váh in de regio Trenčín. Het inwonertal bedroeg medio 2001 ruim 4209 (waarvan 98% Slowaken).
De eerste verwijzing naar Lednické Rovne stamt uit 1471.